# Munyabana
Munyabana är ett periodiskt vattendrag i Burundi.   Det ligger i provinsen Muramvya, i den centrala delen av landet, 30 km nordost om huvudstaden Bujumbura.
Omgivningarna runt Munyabana är en mosaik av jordbruksmark och naturlig växtlighet. Runt Munyabana är det tätbefolkat, med 308 invånare per kvadratkilometer.